# Hymenomima nortonia
Hymenomima nortonia là một loài bướm đêm trong họ Geometridae.